# Emergentní evoluce
Emergentní evoluce (od anglického emergence – vznik, náhlé vynoření) je filozofická koncepce, která vznikla ve dvacátých letech v Anglii a je v podstatě blizká „tvůrčí evoluci“ Bergsonově. Podle této teorie může v procesu evoluce docházet ke změnám dvojího typu. Výsledkem prvního typu jsou „rezultanty“, útvary, jejichž vlastnosti mohou být určeny „apriorně“, tj. aniž bychom se obraceli ke zkušenosti. Například úhrnnou váhu dvou předmětů můžeme vypočíst prostým algebraickým sčítáním. Výsledkem změn druhého typu jsou „emergenty“, které nelze určit jako první typ a k jejich poznání je nutná bezprostřední zkušenost.
Theorie emergentní evoluce se velmi rozšířila v anglo-americké filozofii, zvláště mezi novorealisty. Hlavními představiteli jsou: Conwy Lloyd Morgan, Ch. Broad, Samuel Alexander.